# Lars O. Lagerqvist
Lars Olof Lagerqvist, född 8 februari 1929 i Stockholm, död 25 oktober 2023 i Tollarp, Skåne län, var en svensk numismatiker, historiker och författare.

## Biografi
Lagerqvist blev filosofie kandidat vid Stockholms universitet 1952, filosofie licentiat 1961.
Hans mamma Dora Lagerqvist (född Forssell) arbetade vid Kungliga biblioteket som 1:a biblioteksassistent. Hon var utbildad vid Stockholms högskola och växte upp i Stockholm, där familjen bodde vid Drottninggatan mittemot Strindbergs bostad. I efterlämnade anteckningar beskriver Lagerqvist hur Dora bevittnade Strindbergs begravning från fönstret som barn. Fadern Halvar Lagerqvist var licentiat i matematik och uppvuxen på familjegodset Svärta gård utanför Nyköping. Han hade ett starkt historiskt och litterärt intresse som, enligt sonens memoarer, präglade Lars Olof Lagerqvists egna yrkesval.
Han växte upp i en kulturintresserad familj med rötter i det historiskt betydelsefulla godset Svärta gård i Svärta socken norr om Nyköping. Gården, som tidigare varit järnbruk under namnet Norshammar, utvecklades till ett mönsterjordbruk på 1800-talet under ägande av Lagerqvists släkt, bland andra Laurentius Lagerqvist. I närheten låg även Förola gruva, känd för sitt järn. Familjen hade sin gravplats vid Svärta kyrka, intill gravkoret för ätten Trolle-Löwen. Lagerqvist har beskrivit hur denna miljö präglade hans historiska intresse och lade grunden till hans engagemang i kultur- och museiväsendet.
Han anställdes vid Kungliga myntkabinettet 1951, var antikvarie 1959–1962, bibliotekarie vid utrikesdepartementet 1962–1963, museilektor och chef för pedagogiska avdelningen vid Riksantikvarieämbetet och Statens historiska museum 1963–1975 (förste antikvarie 1965), förste intendent och chef för studieenheten vid Statens historiska museum 1975–1977, förste antikvarie vid Kungliga myntkabinettet 1979, avdelningsdirektör där 1981–1983 och museidirektör 1983–1992 samt konsult där sedan 1993. 
Lagerqvist var sekreterare i Svenska numismatiska föreningen 1956–1973, ordförande 1973–1978, sekreterare i Museichefskollegiet i Stockholm 1970–1978, redaktör för Svenska museer 1963–1968, Fornvännen (tillsammans med Åke Hyenstrand) 1972–1975, Myntkontakt 1981–1985, Gastronomisk kalender 1982–1985, vice ordförande i Svenska arkeologiska samfundet 1985, ordförande 1987–1989 och konungens medaljvårdare 1985. Han blev korresponderande ledamot av Vitterhetsakademien 1992.
Lagerqvist har skrivit en lång rad böcker, bland andra det numismatiska standardverket för svensk medeltid, Svenska mynt under vikingatid och medeltid (ca 995–1521) samt gotländska mynt (ca 1140–1565) (Stockholm 1970). Alla medeltida mynt har numera en beteckning som återgår på Lagerqvists klassificering.
I de historiska verken har Lagerqvist ofta samarbetat med Nils Åberg (född 1938).